# ヤン・ジュフル
ヤン・ジュフル（Yann Jouffre 、1984年7月23日 - ）は、フランス・ドローム県モンテリマール出身のプロサッカー選手。ポジションは、ミッドフィールダー。

## クラブ経歴
2016年6月11日、リーグ・アンに昇格したFCメスに移籍。